# مورانی قهرمان می‌شود
مورانی قهرمان می‌شود (به هندی: Chala Murari Hero Banne) فیلمی محصول سال ۱۹۷۷ و به کارگردانی آسرانی است. در این فیلم بازیگرانی همچون آسرانی، بیندیا گوسوامی، آشوک کومار، پریم نات ایفای نقش کرده‌اند.